# Zamkowe Skały (Ojców)

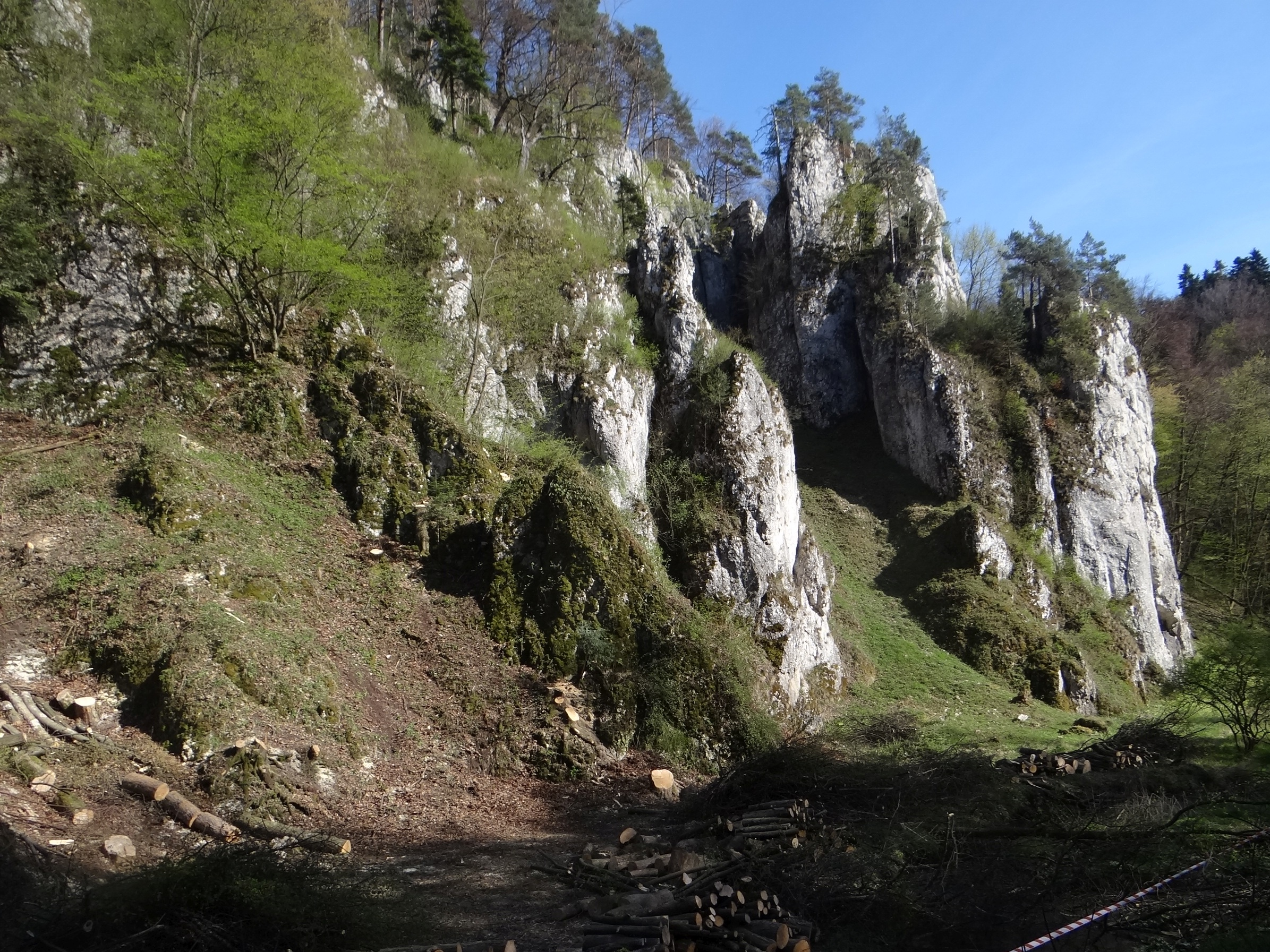

Zamkowe Skały – grupa skał na orograficznie lewym zboczu Doliny Prądnika w Ojcowskim Parku Narodowym. Znajdują się w miejscowości Ojców, naprzeciwko Zamku w Ojcowie, tuż przy skrzyżowaniu dróg. Jest to najwęższe miejsce Doliny Prądnika, mające szerokość tylko około 20 m. W jednej z tych skał, zwanej skałą Dziurawiec, położonej tuż nad korytem Prądnika, znajduje się jaskinia Dziurawiec przy Zamku.
W 2004 r. na skałach tych, podobnie, jak na wielu innych, przeprowadzono zabieg ochrony czynnej muraw kserotermicznych, polegający na usunięciu zadrzewień, które wypierają rzadkie gatunki roślin i zwierząt tych muraw. Zadrzewienia pojawiły się tutaj przez kilkadziesiąt lat od momentu zaprzestania rolniczego użytkowania tych terenów, które w naturalny sposób poprzez koszenie i wypasanie zapobiegało rozwojowi zadrzewień. W 2018 roku zabieg usuwania zadrzewień ponowiono.